# Johann Heinrich Notthafft von Wernberg
Johann Heinrich Notthafft von Wernberg (* 4. Februar 1604 in Blaibach; † 2. Juli 1665 in Wien) war Reichshofrat, Reichsgraf und Reichshofratsvizepräsident.

## Leben

### Herkunft und Studium
Johann Heinrich Notthafft von Wernberg zählt zu den bedeutendsten Vertretern seiner Familie. 1604 als jüngster Sohn von Wolf Albrecht Notthafft im Schloss Blaibach bei Kötzting im Bayerischen Wald geboren und aufgewachsen, immatrikulierte er sich 1623 an der Universität Ingolstadt, wo er 1628 über Militärarchitektur promovierte. Ursprünglich evangelisch-lutherisch getauft und erzogen, konvertierte er 1625 zum Katholizismus. 1626 verheiratete er sich mit Anna Maria Gräfin von Schwarzenberg, die das Gut Wiesenfelden in die Ehe einbrachte.

### Berufliche und persönliche Karriere
Auf dem Regensburger Kurfürstentag von 1630 wurde Johann Heinrich durch Kaiser Ferdinand II. als wirklicher Reichshofrat installiert. Im selben Jahr wurde er als kaiserlicher Kommissär nach Regensburg entsandt, um die dortigen Konflikte wegen der Religionsausübung zu schlichten und die Rückgabe der Kirchengüter an den Bischof zu erwirken. 1632 erhob Kaiser Ferdinand II. seinen Reichshofrat und Kämmerer Johann Heinrich Notthafft in den Reichsfreiherrnstand. Von da an nahm Johann Heinrich regelmäßig an den Sitzungen des Reichshofrates teil. 1635 schlichtete er als kaiserlicher Kommissär verschiedene Beschwerden der Stadt Dinkelsbühl. 1638 erfolgte dann die Erhebung Johann Heinrichs in den erblichen Reichsgrafenstand durch Kaiser Ferdinand III.
Nachdem seine erste Gemahlin im Dezember 1637 verstorben war, verheiratete er sich 1639 mit Maria Eleonore Freiin von Zinzendorf. 1640 vermittelte er erneut als kaiserlicher Kommissär zwischen der Stadt Straßburg und dem Markgrafen von Baden, 1642 wirkte er als kaiserlicher Gesandter in Nürnberg, Frankfurt am Main und beim Bischof in Bamberg. Im folgenden Jahr trat er dann in derselben Eigenschaft vor die Fürsten des Fränkischen Kreises. 1644 verhandelte Johann Heinrich mit dem Herzog Eberhard von Württemberg wegen der Festung Hohentwiel und 1652 mit Pfalzgraf Philipp Wilhelm von Neuburg wegen des Gemeinschaftsamtes Weiden-Parkstein. 1653 wurde Johann Heinrich in Regensburg in das Fränkische Grafenkollegium aufgenommen und 1654 reiste er als kaiserlicher Gesandter zum Bayerischen Kreistag nach Landshut. 1655 übertrug ihm Kaiser Ferdinand III. die Vormundschaft über den Grafen Maximilian Franz von Oettingen-Wallerstein. Im Jahr darauf erfolgte die Ernennung zum Rat und Kämmerer durch Kurfürst Ferdinand Maria von Bayern und 1657 weilte Graf Johann Heinrich Notthafft von Wernberg als kaiserlicher Gesandter beim Erzbischof von Mainz, Johann Philipp von Schönborn. 1658 findet sich Johann Heinrich als kaiserlicher Gesandter am hessischen Hof und in Wolfenbüttel. Am 14. September 1663 erfolgte schließlich seine Ernennung zum Vizepräsidenten des Reichshofrates, wodurch er zu einem der mächtigsten und einflussreichsten Beamten im Heiligen Römischen Reich Deutscher Nation geworden war. Knapp zwei Jahre später – am 2. Juli 1665 – starb Graf Johann Heinrich Notthafft von Wernberg in seiner Wiener Residenz. Seine letzte Ruhe fand er allerdings im Familienbegräbnis in der Kirche des Karmelitenklosters Straubing.

### Fruchtbringende Gesellschaft
Seit 1657 war Graf Johann Heinrich Notthafft von Wernberg Mitglied der Fruchtbringenden Gesellschaft und trug in diesem Zusammenhang den Zusatz „der Nachsuchende“.